# Schaltzyklus
Als Schaltzyklus oder Schaltspiel wird in der Elektrotechnik der vollständige Wechsel eines Schaltzustandes bei einem elektrischen Schalter zurück zur Ausgangsstellung bezeichnet:
- von der Stellung Aus auf Ein zurück auf Aus bzw.
- von der Stellung Ein auf Aus zurück auf Ein.[2]

Bei Pneumatik-Elementen spricht man von einem Schaltspiel, wenn das betreffende Schaltelement einen Vor- und Rückhub durchgeführt hat.
Angegeben wird die maximale Anzahl von durchführbaren Schaltvorgängen unter Nennlast, bevor der Verschleiß der Schaltkontakte soweit fortgeschritten ist, dass ein zuverlässiges Verbinden oder Trennen nicht mehr gewährleistet werden kann. Die maximale Anzahl von Schaltzyklen bzw. Schaltspielen ist eine vom Hersteller statistisch ermittelte Größe.
Die maximale Anzahl von Schaltzyklen wird nur bei mechanischen Kontakten wie Relais und Reed-Kontakten sowie bei hydraulischen Ventilen angegeben. Bei Halbleitern ist die Anzahl von Schaltzyklen theoretisch unbegrenzt.
Schaltzyklus darf nicht mit der Schaltfrequenz verwechselt werden, die die Anzahl von ausführbaren Schaltvorgängen pro Zeitintervall angibt.